# امپراتور شون هان
امپراتور شون هان (۱۱۵ تا ۲۰ سپتامبر ۱۴۴) یکی از امپراتوران دودمان هان و هشتمین امپراتور دودمان هان شرقی بود. او پسر ششمین امپراتور هان شرقی، امپراتور آن و جانشین مارکی بیشیانگ، امپراتور شائو بود. مارکی بیشیانگ پس از مرگ امپراتور آن هان کمتر از هشت ماه سلطنت کرد و پس از او لیو بائو با نام امپراتور شون هان به حکومت هان شرقی رسید. پس از امپراتور شون، تک پسرش لیو بینگ با نام امپراتور چونگ هان تاجگذاری نمود.